# 天壘城二
天壘城二，即摩羯座46或摩羯座c，是一颗位于摩羯座的G型亮巨星，视星等为+5.10，距离地球约800光年。
天壘城二和虚宿一（宝瓶座β）、天垒城一（宝瓶座ξ）一起被称为Saʽd al Suʽud，这个名字来自于阿拉伯语سعد السعود, 意思为“幸中之幸”。